# Vremja otdycha s subboty do ponedel'nika
Vremja otdycha s subboty do ponedel'nika (Время отдыха с субботы до понедельника) è un film del 1984 diretto da Igor' Talankin.

## Trama
Il film racconta di una famiglia di Leningrado che ha fatto un'escursione su una motonave. Il personaggio principale incontra improvvisamente una persona cara che è diventata disabile durante la guerra e questo incontro la costringe a rivivere di nuovo il dolore della perdita.